# اودانل (تگزاس)
اودانل، تگزاس (به انگلیسی: O'Donnell, Texas) یک شهر در ایالات متحده آمریکا با جمعیت ۸۳۱ نفر است که در تگزاس واقع شده‌است.

## موقعیت جغرافیایی
موقعیت جغرافیایی شهرها و مناطق اطراف به شرح زیر است:

## نگارخانه

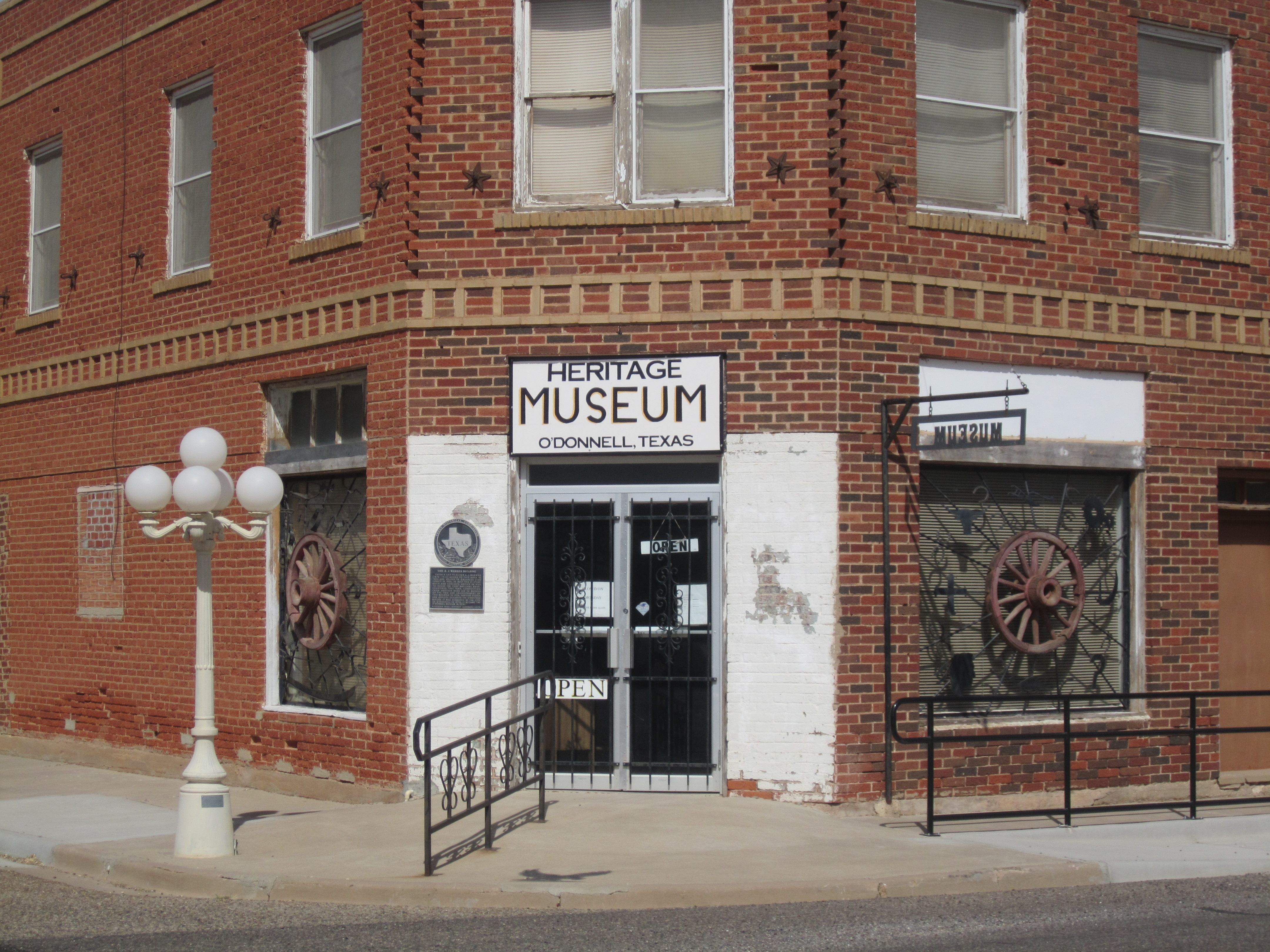
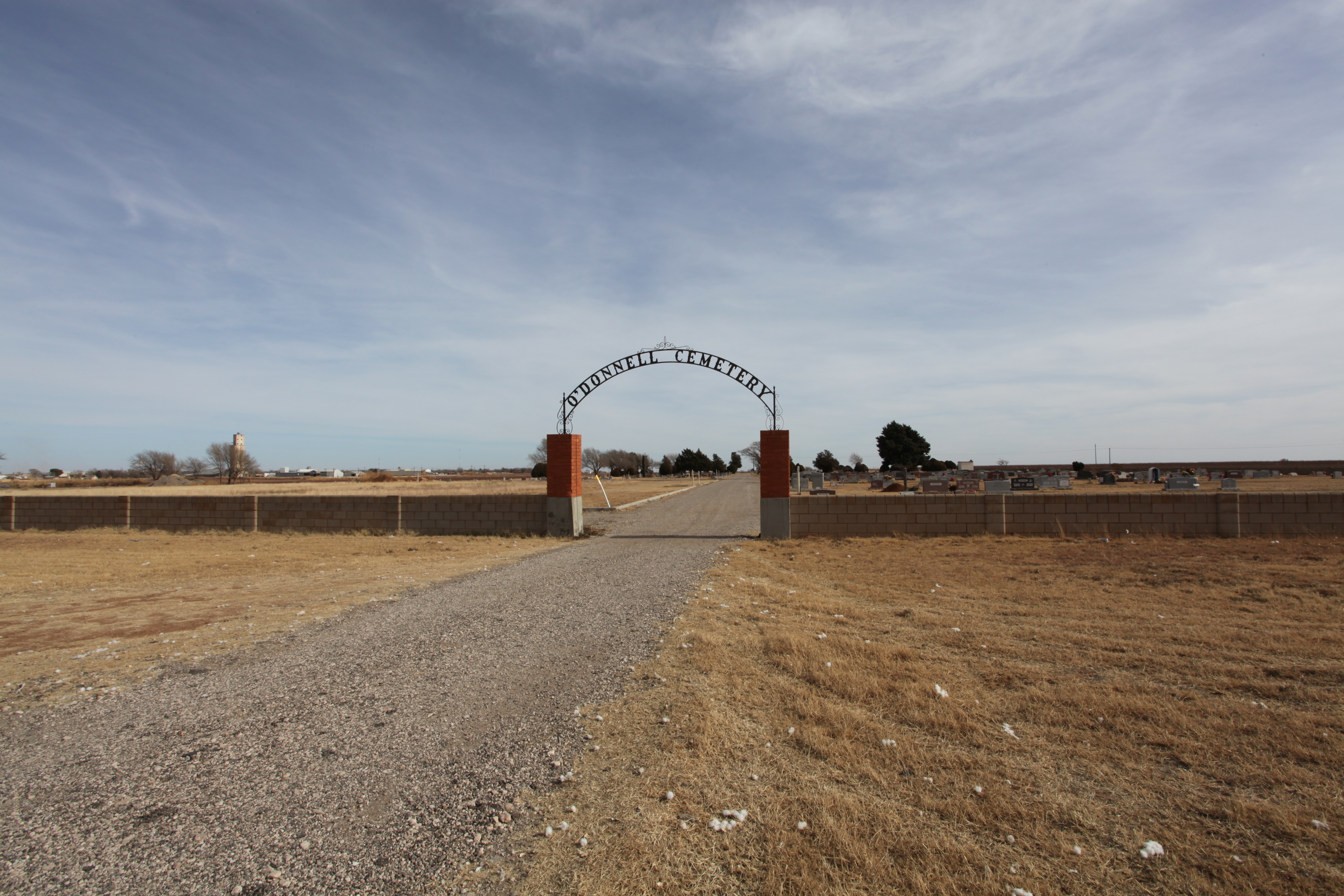
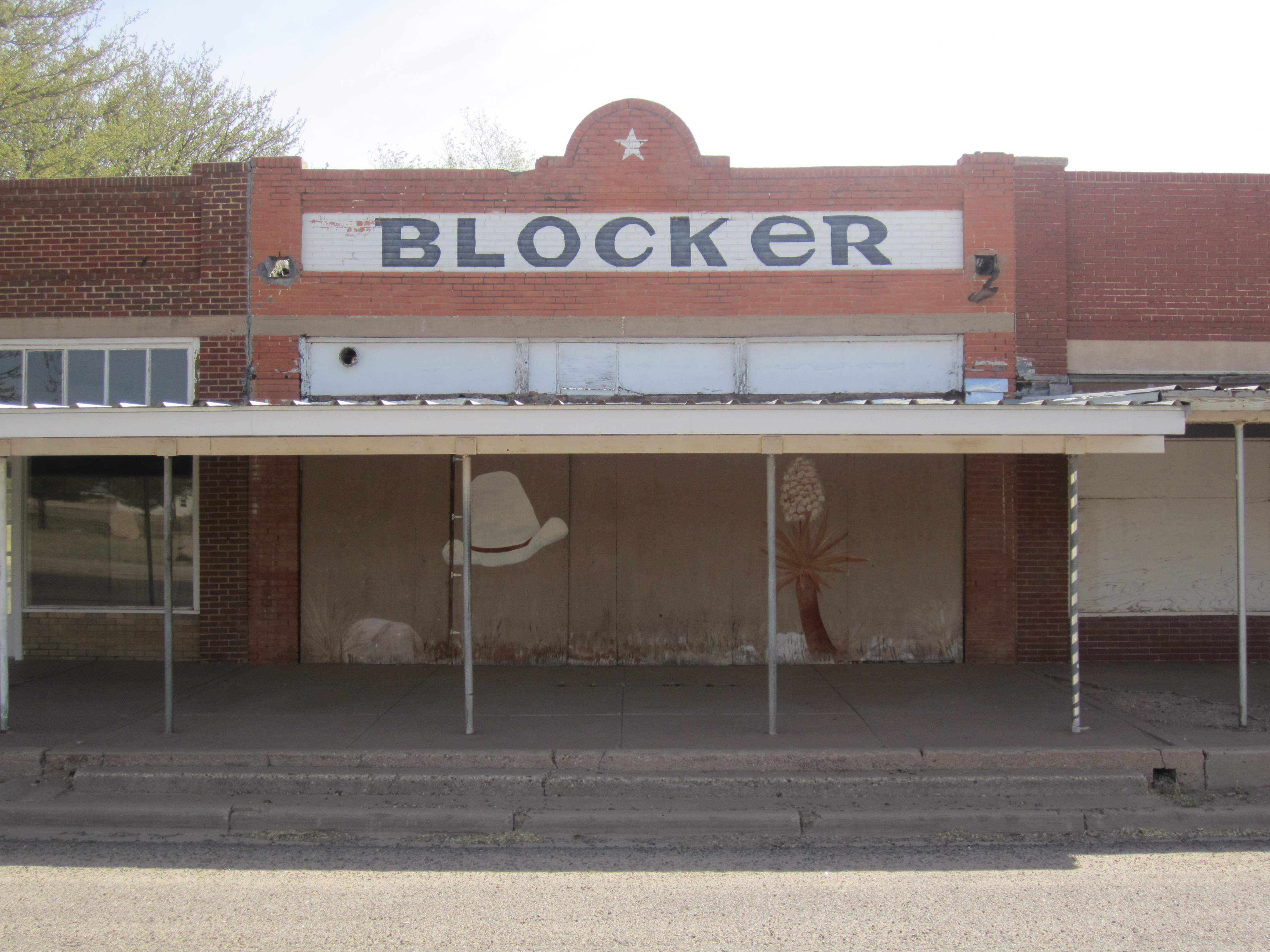

- پرونده:O'Donnell, TX, historical marker IMG 1504.JPG